# Wisła Śmiała
Wisła Śmiała – jedno z ramion ujściowych Wisły w Gdańsku. Ma długość 2,5 km i uchodzi do Zatoki Gdańskiej.
Wisła Śmiała oddziela Wyspę Portową (na zachodzie) i Wyspę Sobieszewską (na wschodzie). Przy wschodnim brzegu zlokalizowany jest rezerwat przyrody Ptasi Raj. Na brzegu zachodnim znajdują się Stocznia Wisła, ośrodki żeglarskie w Górkach Zachodnich, a także użytek ekologiczny „Zielone Wyspy”.

## Historia
Ramię powstało w 1840 roku, gdy w wyniku zatoru lodowego wody Wisły (ramienia nazywanego wtedy Leniwką) przerwały wydmy Mierzei Wiślanej koło osady Górki (niem. Neufähr) i znalazły ujście w Morzu Bałtyckim. Wieś została podzielona na dwie, nazwane Górki Wschodnie (Östlich Neufähr) i Górki Zachodnie (Westlich Neufähr). Nowe ujście rzeki nazwano na mapach niemieckich Weichseldurchbruch (Przełom Wisły), a na polskich Wincenty Pol wprowadził nazwę "Wisła Śmiała".

## Galeria

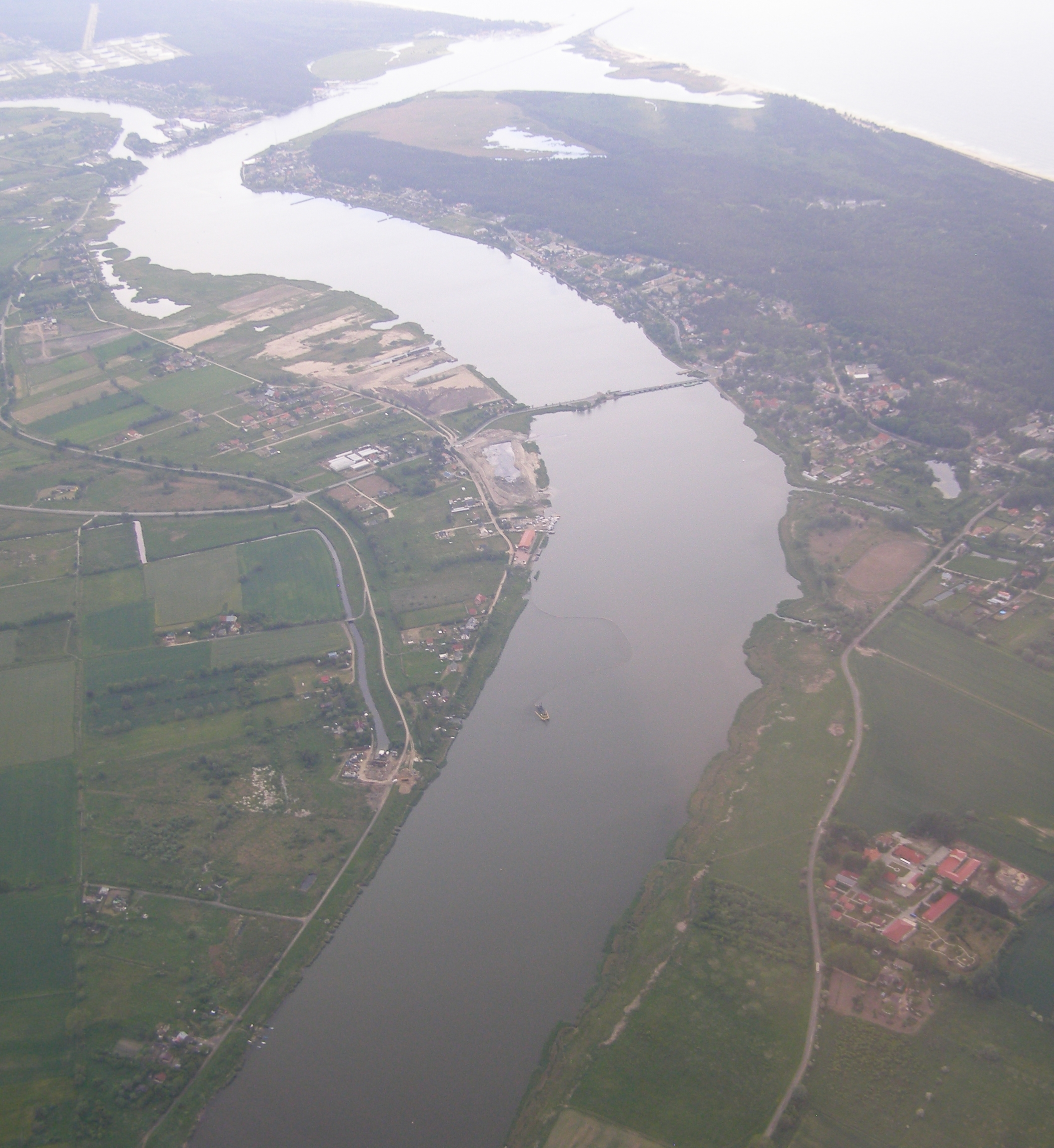
Na pierwszym planie Martwa Wisła, ujście: Wisła Śmiała
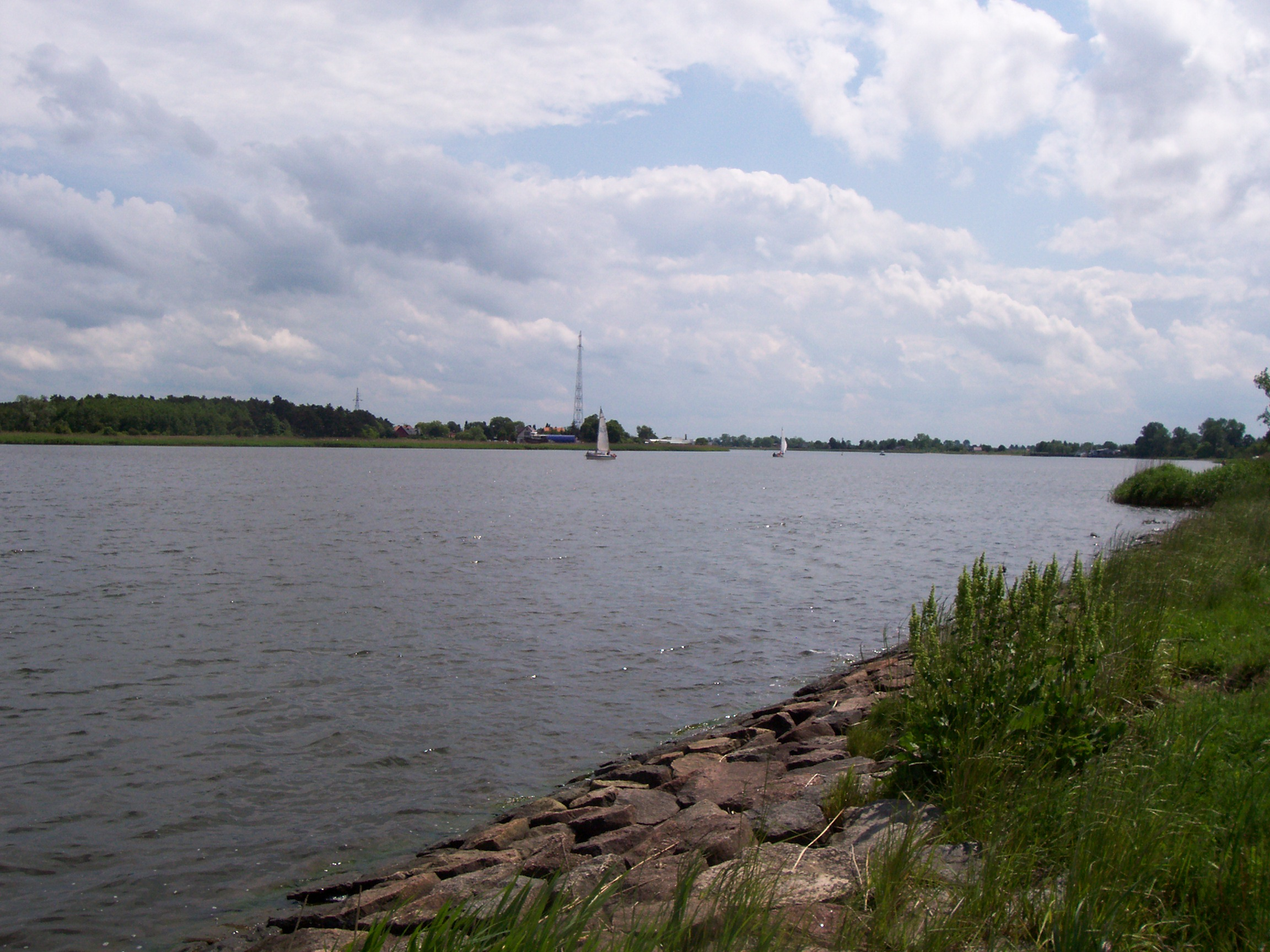
Widok z Górek Zachodnich w kierunku Martwej Wisły
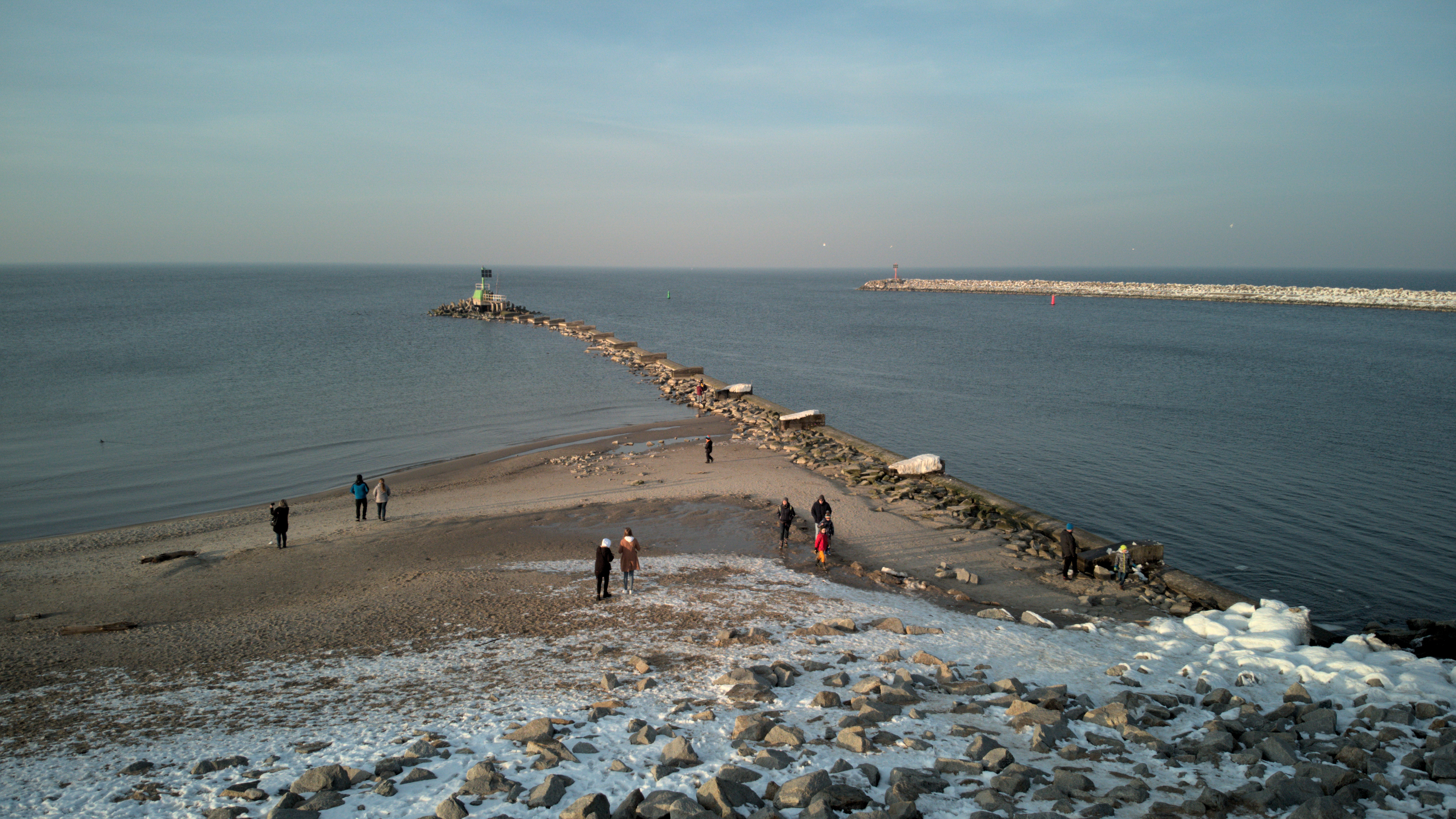
Ujście do Zatoki Gdańskiej
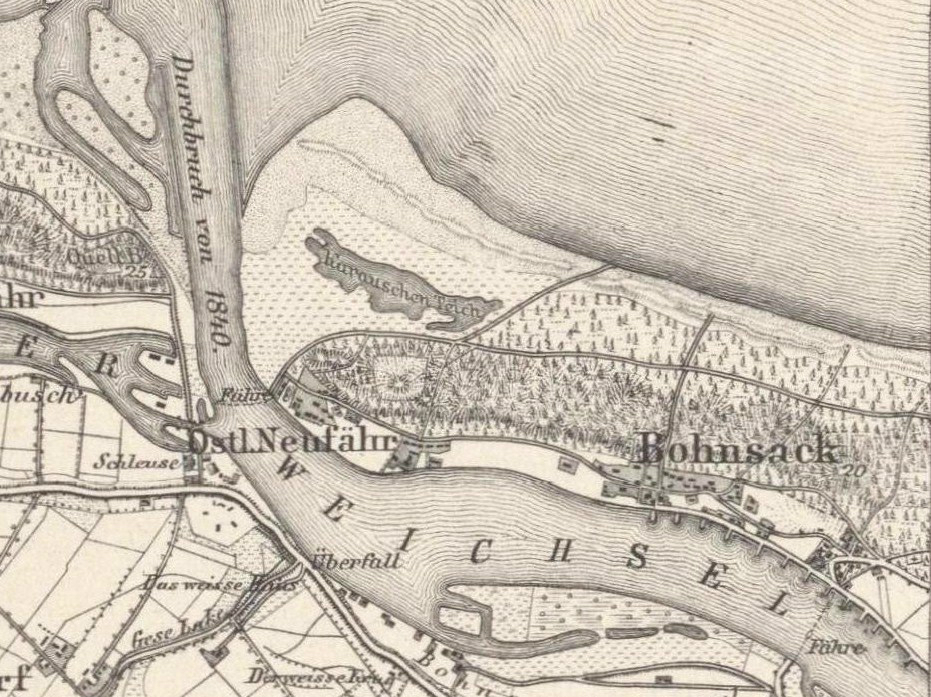
Wisła Śmiała na mapie z 1901